# Carole Péon
Carole Péon (* 4. November 1978 in Nizza) ist eine ehemalige französische Triathletin. Sie ist Triathlon-Staatsmeisterin (2006), Vizeeuropameisterin (2010) und zweifache Olympiastarterin (2008, 2012).

## Werdegang
Carole Péon begann im Alter von 19 Jahren mit Triathlon.
2006 wurde sie französische Staatsmeisterin auf der olympischen Distanz (Kurzdistanz: 1,5 km Schwimmen, 40 km Radfahren und 10 km Laufen).

### Olympische Sommerspiele 2008
2008 startete Carole Péon für Frankreich bei den Olympischen Sommerspielen in Peking, wo sie den 34. Rang belegte.
2010 wurde sie in Irland Zweite bei der Triathlon-Europameisterschaft auf der olympischen Kurzdistanz. In der Team-Wertung wurde sie mit der französischen Mannschaft Vizeweltmeister.

### Olympische Sommerspiele 2012
Bei den Olympischen Sommerspielen belegte sie im August 2012 in London den 29. Rang. Bei der Weltmeisterschaft belegte sie mit der französischen Mannschaft nach 2010 in Stockholm erneut den zweiten Rang.
In Frankreich startete Carole Péon im Rahmen der Meisterschaftsserie Grand Prix de Triathlon für den Verein Poissy Triathlon.
Seit 2012 tritt sie nicht mehr international in Erscheinung. Seit dem Ende ihrer aktiven Zeit ist Carole Péon im französischen Triathlonverband Fédération Française de Triathlon tätig.

### Privates
Carole Péon ist liiert mit der Triathletin Jessica Harrison und die beiden leben in Montpellier.

## Sportliche Erfolge
| Datum/Jahr    | Rang | Wettbewerb                                   | Austragungsort       | Zeit        | Bemerkung |
| ------------- | ---- | -------------------------------------------- | -------------------- | ----------- | --- |
| 26. Aug. 2012 | 2    | ITU Sprint Triathlon World Championship Team | Stockholm            |             | Vizeweltmeister im Team – zusammen mit Jessica Harrison, Tony Moulai und Vincent Luis                             |
| 25. Aug. 2012 | 11   | ITU World Championship Series 2012           | Stockholm            | 01:01:37    | |
| 4. Aug. 2012  | 29   | Olympische Sommerspiele 2012                 | London               | 02:03:58    | |
| 26. Mai 2012  | 14   | ITU World Championship Series 2012           | Madrid               | 02:07:09    | |
| 20. Apr. 2012 | 10   | ETU Triathlon European Championships         | Eilat                | 02:10:04    | Europameisterschaft                                                                                               |
| 12. Nov. 2011 | 2    | ITU Triathlon African Cup                    | Agadir               | 02:05:52    | Zweite mit einer Sekunde Rückstand auf die Siegerin Jessica Harrison                                              |
| 6. Nov. 2011  | 1    | ITU Triathlon World Cup                      | Guatape              | 01:04:11    | Siegerin in Kolumbien – neben Etienne Diemunsch bei den Männern                                                   |
| 9. Apr. 2011  | 4    | ITU World Championship Series 2011           | Sydney               | 02:01:38    | Auftaktveranstaltung der neuen Saison                                                                             |
| 22. Aug. 2010 | 2    | ITU Sprint Triathlon World Championship Team | Lausanne             |             | Zweite bei der Team-Weltmeisterschaft – zusammen mit Jessica Harrison, David Hauss und Frédéric Belaubre          |
| 21. Aug. 2010 | 7    | ITU Sprint Triathlon World Championships     | Lausanne             | 00:59:31    | bei der Erstaustragung (750 m Schwimmen, 20 km Radfahren und 5 km Laufen)                                         |
| 3. Juli 2010  | 2    | ETU Triathlon European Championships         | Athlone              | 01:58:09    | Zweite bei der Triathlon-Europameisterschaft auf der olympischen Kurzdistanz hinter der Schweizerin Nicola Spirig |
| 2010          | 2    | FRA Triathlon National Championships         | Charleville-Mézières |             | |
| 2009          | 2    | FRA Triathlon National Championships         | Belfort              |             | |
| 19. Aug. 2008 | 34   | Olympische Sommerspiele 2008                 | Peking               | 02:06:04,28 | |
| 2006          | 1    | FRA Triathlon National Championships         | Rennes               |             | |
| 18. Apr. 2004 | 23   | ETU Triathlon European Championships         | Valencia             | 02:01:19    | Europameisterschaft auf der olympischen Distanz                                                                   |
| 2002          | 3    | FRA Triathlon National Championships         | Autun                |             | |
| 13. Mai 2001  | 27   | ITU Triathlon World Cup                      | Rennes               | 02:06:16    | |

(DNF – Did Not Finish)